# Владислав Тернавски
Владислав Михајлович Тернавски (рус. Владислав Михайлович Тернавский; 2. мај 1969) бивши је руски фудбалер.

## Каријера
Играо је на позицији одбрамбеног играча. У каријери је наступао за познате клубове као што су: Спартак Москва и Черноморец Одеса.
Играо је за репрезентацију Русије на завршном турниру Светског првенства 1994. у САД. Укупно је одиграо 7 утакмица за национални тим.
Након играчке каријере постао је фудбалски тренер, углавном је радио у Русији.

## Успеси
- Премијер лига Русије: 1994.
- Премијер лига Казахстана: 2002.
- Куп Русије: 1994.